# 施琰
施琰（1386年—？），字文壁，浙江湖州府歸安縣十九都人，明朝政治人物。進士出身。

## 生平
浙江鄉試二十七名。永樂十年（1412年）壬辰科會試四十六名，殿試登進士第三甲第六十三名。

## 家族
曾祖施仲平。祖父施起宗。父亲施彥良。